# Dolichoneura convergens
Dolichoneura convergens là một loài bướm đêm trong họ Geometridae.